# Diplococ

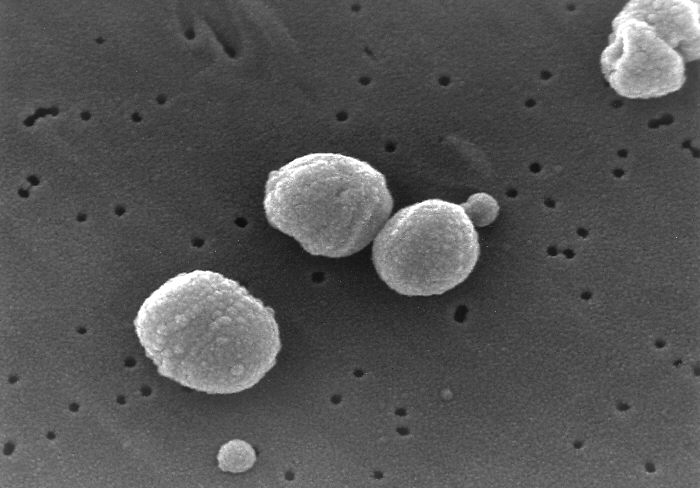
Exemple de diplococ S.pneumoniae

Els diplococs és una morfologia bacteriana rodons, cocs, que s'associen formant parelles. Entre els diplococs patògens hi ha: Streptococcus pneumoniae, Neisseria gonorrhoeae i Neisseria meningitidis entre d'altres.